# Prima Categoria 1911-1912
La Prima Categoria 1911-1912 è stata la 15ª edizione del massima serie del campionato italiano di calcio, disputata tra il 24 settembre 1911 e il 5 maggio 1912 e conclusa con la vittoria della Pro Vercelli, al suo quarto titolo.

## Stagione
Il torneo fu il quindicesimo campionato italiano di calcio organizzato dalla Federazione Italiana Giuoco Calcio (FIGC).

### Novità

#### L'allargamento del campionato
Il formato del nuovo campionato ebbe un'unica variazione rispetto al precedente: l'allargamento dei partecipanti al torneo principale da nove squadre a dieci a causa dell'ammissione del Casale, squadra del Monferrato, che in seguito avrebbe vinto l'edizione 1913-1914. Il Casale aveva ottenuto l'ammissione al campionato di Prima Categoria dopo aver vinto un concorso di qualificazione contro il Racing Libertas, ossia l'altro club con le migliori medie di rendimento in Seconda Categoria.
Onde prevenire il caos nel calendario verificatosi la stagione precedente, la Federazione fece partire il torneo già ad ottobre, premunendosi così da eventuali interruzioni invernali dovute ad intemperie atmosferiche, che peraltro non si verificarono nella misura paventata.

### Formula
Due gironi interregionali diseguali seguiti da una finale nazionale.

### Avvenimenti
Il campionato 1911-1912 si concluse con la seconda vittoria consecutiva della Pro Vercelli, all'epoca colonna portante della Nazionale. Al secondo posto si classificò il Milan che, approfittando della partita in più rispetto ai vercellesi, ossia la gara della prima giornata Doria-Pro Vercelli sospesa e rinviata al termine del campionato, comandò la classifica per tutto il girone di ritorno con un punto di vantaggio sui vercellesi; questi ultimi tuttavia, come già detto, avevano una partita in meno, la cui vittoria avrebbe significato il sorpasso e la vittoria del campionato beffando il Milan. I rossoneri, miglior difesa e miglior attacco del torneo, trascinati dal duo Aldo Cevenini-Louis Van Hege, pareggiarono entrambi gli incontri coi futuri campioni, ma persero il punto decisivo a causa di un pareggio casalingo in cui erano incappati alla prima giornata contro il Piemonte, rivelatosi poi fanalino di coda del campionato. Prima della disputa dei recuperi il Milan era in testa con 29 punti, ma con solo una partita da recuperare, contro i 28 della Pro Vercelli, cui mancavano due match; ma i bianchi dapprima operarono il sorpasso il 24 marzo espugnando con qualche difficoltà il campo del Casale, e poi vinsero matematicamente il titolo portandosi a +3 dai rossoneri il 21 aprile battendo per 3-0 una Doria demotivata; l'ultima partita del Milan, ormai ininfluente, fu vinta dai rossoneri contro il Genoa il 28 aprile.
Il girone orientale fu assai equilibrato e vinto sul filo di lana dal Venezia. I vercellesi, già descritti come campioni dalla stampa, confermarono poi il titolo travolgendo i lagunari con il risultato di 13-0.

## Qualificazioni pre-campionato
| Arbitro: | Goodley (Torino) |

|             |           |            |
| Beretta 39’ | Marcatori | 62’ Radice |

| Arbitro: | G.Gama (Milano) |

|  |           |             |
|  | Marcatori | 25’ Sarasso |

### Verdetto
- Casale qualificato al torneo maggiore.

## Campionato nordoccidentale

### Squadre partecipanti
| Club         | Stagione | Città             | Stadio                                       | Stagione precedente                            |
| ------------ | -------- | ----------------- | -------------------------------------------- | ---------------------------------------------- |
| Andrea Doria | dettagli | Genova            | Campo sportivo della Cajenna                 | 4º posto nel girone nord-occ.di 1ª Categoria   |
| Casale       | dettagli | Casale Monferrato | Campo Sportivo Priocco                       | 2º posto nel girone piemontese di 2ª Categoria |
| Genoa        | dettagli | Genova            | Campo Genoa di via del Piano                 | 5º posto nel girone nord-occ.di 1ª Categoria   |
| Inter        | dettagli | Milano            | Campo di Ripa Ticinese                       | 6º posto nel girone nord-occ.di 1ª Categoria   |
| Juventus     | dettagli | Torino            | Stadio di Corso Sebastopoli                  | 9º posto nel girone nord-occ.di 1ª Categoria   |
| Milan        | dettagli | Milano            | Campo Milan di Porta Monforte e Arena Civica | 2º posto nel girone nord-occ.di 1ª Categoria   |
| Piemonte     | dettagli | Torino            |                                              | 7º posto nel girone nord-occ.di 1ª Categoria   |
| Pro Vercelli | dettagli | Vercelli          | Campo piazza Conte di Torino                 | Vincitrice della 1ª Categoria                  |
| Torino       | dettagli | Torino            | Campo Piazza d'Armi "Lato Crocetta"          | 3º posto nel girone nord-occ.di 1ª Categoria   |
| US Milanese  | dettagli | Milano            | Campo di via Stelvio                         | 8º posto nel girone nord-occ.di 1ª Categoria   |

### Classifica finale
|  | Pos. | Squadra      | Pt | G  | V  | N | P  | GF | GS | DR  |
|  | ---- | ------------ | -- | -- | -- | - | -- | -- | -- | --- |
|  | 1.   | Pro Vercelli | 32 | 18 | 15 | 2 | 1  | 50 | 12 | +38 |
|  | 2.   | Milan        | 31 | 18 | 14 | 3 | 1  | 60 | 10 | +50 |
|  | 3.   | Genoa        | 24 | 18 | 10 | 4 | 4  | 35 | 21 | +14 |
|  | 4.   | Inter        | 21 | 18 | 10 | 1 | 7  | 42 | 21 | +21 |
|  | 4.   | Torino       | 21 | 18 | 8  | 5 | 5  | 31 | 31 | 0   |
|  | 6.   | Casale       | 15 | 18 | 6  | 3 | 9  | 20 | 27 | -7  |
|  | 6.   | Andrea Doria | 15 | 18 | 7  | 1 | 10 | 24 | 37 | -13 |
|  | 8.   | Juventus     | 9  | 18 | 3  | 3 | 12 | 22 | 47 | -25 |
|  | 9.   | US Milanese  | 8  | 18 | 3  | 2 | 13 | 18 | 52 | -34 |
|  | 10.  | Piemonte     | 4  | 18 | 1  | 2 | 15 | 15 | 59 | -44 |

Legenda:
      Campione d'Italia.
Note:
Due punti a vittoria, uno a pareggio, zero a sconfitta.

#### Squadra campione
| Formazione tipo (2-3-5)                                                                        | Giocatori (ruolo)  |
| ---------------------------------------------------------------------------------------------- | ------------------ |
| Innocenti Binaschi Valle Berardo II Ara Milano I Leone I Milano II Ferraro I Rampini I Corna I | Giovanni Innocenti |
| Innocenti Binaschi Valle Berardo II Ara Milano I Leone I Milano II Ferraro I Rampini I Corna I | Angelo Binaschi    |
| Innocenti Binaschi Valle Berardo II Ara Milano I Leone I Milano II Ferraro I Rampini I Corna I | Modesto Valle      |
| Innocenti Binaschi Valle Berardo II Ara Milano I Leone I Milano II Ferraro I Rampini I Corna I | Felice Berardo II  |
| Innocenti Binaschi Valle Berardo II Ara Milano I Leone I Milano II Ferraro I Rampini I Corna I | Guido Ara          |
| Innocenti Binaschi Valle Berardo II Ara Milano I Leone I Milano II Ferraro I Rampini I Corna I | Giuseppe Milano I  |
| Innocenti Binaschi Valle Berardo II Ara Milano I Leone I Milano II Ferraro I Rampini I Corna I | Pietro Leone I     |
| Innocenti Binaschi Valle Berardo II Ara Milano I Leone I Milano II Ferraro I Rampini I Corna I | Felice Milano II   |
| Innocenti Binaschi Valle Berardo II Ara Milano I Leone I Milano II Ferraro I Rampini I Corna I | Pietro Ferraro I   |
| Innocenti Binaschi Valle Berardo II Ara Milano I Leone I Milano II Ferraro I Rampini I Corna I | Carlo Rampini I    |
| Innocenti Binaschi Valle Berardo II Ara Milano I Leone I Milano II Ferraro I Rampini I Corna I | Carlo Corna I      |

### Risultati

#### Tabellone
|              | Ado  | Cas  | Gen  | Int  | Juv  | Mil  | Pie  | Pro  | Tor  | USM  |
| ------------ | ---- | ---- | ---- | ---- | ---- | ---- | ---- | ---- | ---- | ---- |
| Andrea Doria | –––– | 2-1  | 1-2  | 0-2  | 1-0  | 0-4  | 8-0  | 0-2  | 3-1  | 4-2  |
| Casale       | 3-0  | –––– | 1-2  | 0-3  | 2-0  | 0-1  | 2-0  | 1-2  | 2-2  | 2-0  |
| Genoa        | 1-1  | 1-1  | –––– | 3-2  | 2-0  | 1-0  | 5-1  | 0-1  | 2-2  | 3-2  |
| Inter        | 4-0  | 0-1  | 1-3  | –––– | 6-1  | 0-3  | 5-1  | 2-1  | 1-1  | 2-0  |
| Juventus     | 4-0  | 2-2  | 1-5  | 0-4  | –––– | 0-4  | 5-2  | 1-3  | 1-1  | 1-1  |
| Milan        | 4-0  | 6-0  | 1-0  | 2-1  | 8-1  | –––– | 1-1  | 2-2  | 3-1  | 6-0  |
| Piemonte     | 1-2  | 2-1  | 0-2  | 0-2  | 1-4  | 0-3  | –––– | 1-6  | 0-3  | 1-1  |
| Pro Vercelli | 3-0  | 3-0  | 2-0  | 3-1  | 1-0  | 1-1  | 4-2  | –––– | 1-0  | 3-0  |
| Torino       | 2-0  | 1-0  | 2-2  | 2-1  | 2-1  | 1-6  | 2-1  | 1-5  | –––– | 6-2  |
| US Milanese  | 1-2  | 0-1  | 3-2  | 0-5  | 2-0  | 1-5  | 3-1  | 0-7  | 0-1  | –––– |

#### Calendario
| Andata (1ª) | Andata (1ª) | Prima giornata            | Ritorno (10ª) | Ritorno (10ª) |
|             |             |                           |               |               |
| 8 ott.      | 0-3         | Casale-Inter              | 1-0           | 10 dic.       |
| 31 mar.     | 3-2         | Genoa-US Milanese         | 2-3           | 10 dic.       |
| 8 ott.      | 1-1         | Milan-Piemonte            | 3-0           | 10 dic.       |
| 21 apr.     | 0-2         | Andrea Doria-Pro Vercelli | 0-3           | 10 dic.       |
| 8 ott.      | 2-1         | Torino-Juventus           | 1-1           | 10 dic.       |

| Andata (2ª) | Andata (2ª) | Seconda giornata         | Ritorno (11ª) | Ritorno (11ª) |
|             |             |                          |               |               |
| 15 ott.     | 1-5         | Juventus-Genoa           | 0-2           | 17 dic.       |
| 15 ott.     | 1-1         | Inter-Torino             | 1-2           | 17 dic.       |
| 15 ott.     | 1-1         | Pro Vercelli-Milan       | 2-2           | 17 dic.       |
| 15 ott.     | 2-1         | Piemonte-Casale          | 0-2           | 17 dic.       |
| 15 ott.     | 1-2         | US Milanese-Andrea Doria | 2-4           | 17 dic.       |

| Andata (3ª) | Andata (3ª) | Terza giornata        | Ritorno (12ª) | Ritorno (12ª) |
|             |             |                       |               |               |
| 22 ott.     | 3-2         | Genoa-Inter           | 3-1           | 7 gen.        |
| 22 ott.     | 4-0         | Juventus-Andrea Doria | 0-1           | 7 gen.        |
| 22 ott.     | 6-0         | Milan-US Milanese     | 5-1           | 7 gen.        |
| 22 ott.     | 1-6         | Piemonte-Pro Vercelli | 2-4           | 7 gen.        |
| 22 ott.     | 1-0         | Torino-Casale         | 2-2           | 7 gen.        |

| Andata (4ª) | Andata (4ª) | Quarta giornata          | Ritorno (13ª) | Ritorno (13ª) |
|             |             |                          |               |               |
| 29 ott.     | 0-1         | Casale-Genoa             | 1-1           | 14 gen.       |
| 29 ott.     | 4-0         | Inter-Andrea Doria       | 2-0           | 14 gen.       |
| 29 ott.     | 0-4         | Juventus-Milan           | 1-8           | 14 gen.       |
| 29 ott.     | 2-1         | Torino-Piemonte          | 3-0           | 14 gen.       |
| 29 ott.     | 0-7         | US Milanese-Pro Vercelli | 0-3           | 14 gen.       |

| Andata (5ª) | Andata (5ª) | Quinta giornata       | Ritorno (14ª) | Ritorno (14ª) |
|             |             |                       |               |               |
| 5 nov.      | 2-2         | Genoa-Torino          | 2-2           | 21 gen.       |
| 5 nov.      | 2-1         | Milan-Inter           | 3-0           | 21 gen.       |
| 5 nov.      | 1-0         | Pro Vercelli-Juventus | 3-1           | 21 gen.       |
| 5 nov.      | 2-1         | Andrea Doria-Casale   | 0-3           | 21 gen.       |
| 5 nov.      | 1-1         | Piemonte-US Milanese  | 1-3           | 5 mag.        |

| Andata (6ª) | Andata (6ª) | Sesta giornata       | Ritorno (15ª) | Ritorno (15ª) |
|             |             |                      |               |               |
| 12 nov.     | 0-1         | Casale-Milan         | 0-6           | 28 gen.       |
| 12 nov.     | 5-1         | Genoa-Piemonte       | 2-0           | 28 gen.       |
| 12 nov.     | 2-1         | Inter-Pro Vercelli   | 1-3           | 28 gen.       |
| 12 nov.     | 1-1         | Juventus-US Milanese | 0-2           | 28 gen.       |
| 12 nov.     | 2-0         | Torino-Andrea Doria  | 1-3           | 24 mar.       |

| Andata (7ª) | Andata (7ª) | Settima giornata    | Ritorno (16ª) | Ritorno (16ª) |
|             |             |                     |               |               |
| 19 nov.     | 1-2         | Andrea Doria-Genoa  | 1-1           | 4 feb.        |
| 19 nov.     | 3-1         | Milan-Torino        | 6-1           | 4 feb.        |
| 19 nov.     | 0-5         | US Milanese-Inter   | 0-2           | 24 mar.       |
| 19 nov.     | 1-4         | Piemonte-Juventus   | 2-5           | 24 mar.       |
| 19 nov.     | 3-0         | Pro Vercelli-Casale | 2-1           | 24 mar.       |

| Andata (8ª) | Andata (8ª) | Ottava giornata       | Ritorno (17ª) | Ritorno (17ª) |
|             |             |                       |               |               |
| 26 nov.     | 1-0         | Genoa-Milan           | 0-1           | 28 apr.       |
| 26 nov.     | 6-1         | Inter-Juventus        | 4-0           | 11 feb.       |
| 26 nov.     | 1-5         | Torino-Pro Vercelli   | 0-1           | 11 feb.       |
| 26 nov.     | 2-0         | Casale-US Milanese    | 1-0           | 11 feb.       |
| 12 mag.     | 8-0         | Andrea Doria-Piemonte | 2-1           | 31 mar.       |

| \| Andata (9ª) \| Andata (9ª) \| Nona giornata \| Ritorno (18ª) \| Ritorno (18ª) \| \| \| \| \| \| \| \| 3 dic. \| 2-2 \| Juventus-Casale \| 0-2 \| 18 feb. \| \| 3 dic. \| 4-0 \| Milan-Andrea Doria \| 4-0 \| 18 feb. \| \| 3 dic. \| 0-1 \| US Milanese-Torino \| 2-6 \| 18 feb. \| \| 3 dic. \| 0-2 \| Piemonte-Inter \| 1-5 \| 18 feb. \| \| 3 dic. \| 2-0 \| Pro Vercelli-Genoa \| 1-0 \| 18 feb. \| |             |                    |               |               |
| Andata (9ª) | Andata (9ª) | Nona giornata      | Ritorno (18ª) | Ritorno (18ª) |
| |             |                    |               |               |
| 3 dic. | 2-2         | Juventus-Casale    | 0-2           | 18 feb.       |
| 3 dic. | 4-0         | Milan-Andrea Doria | 4-0           | 18 feb.       |
| 3 dic. | 0-1         | US Milanese-Torino | 2-6           | 18 feb.       |
| 3 dic. | 0-2         | Piemonte-Inter     | 1-5           | 18 feb.       |
| 3 dic. | 2-0         | Pro Vercelli-Genoa | 1-0           | 18 feb.       |

### Statistiche

#### Squadre

##### Capoliste solitarie
|    | —— | ——     | ——     | —— | —— | ——  | ——  | ——    | ——    | ——    | ——    | ——    | ——    | ——    | ——    | ——    | ——    | ——  | —— |  |
|    |    | Torino | Torino |    |    | Mil | Gen | Milan | Milan | Milan | Milan | Milan | Milan | Milan | Milan | Milan | Milan | Ver |    |  |
|    |    |        |        |    |    |     |     |       |       |       |       |       |       |       |       |       |       |     |    |  |
|    |    |        |        |    |    |     |     |       |       |       |       |       |       |       |       |       |       |     |    |  |
| 1ª | 2ª | 3ª     | 4ª     | 5ª | 6ª | 7ª  | 8ª  | 9ª    | 10ª   | 11ª   | 12ª   | 13ª   | 14ª   | 15ª   | 16ª   | 17ª   | 18ª   | 19ª |    |  |

- Dalla 3ª alla 4ª giornata: Torino
- 7ª giornata: Milan
- 8ª giornata: Genoa
- dalla 9ª alla 18ª giornata: Milan
- dopo recuperi: Pro Vercelli

##### Classifica in divenire
|              | 1ª | 2ª | 3ª | 4ª | 5ª | 6ª | 7ª | 8ª | 9ª | 10ª | 11ª | 12ª | 13ª | 14ª | 15ª | 16ª | 17ª | 18ª | Rec. |
| ------------ | -- | -- | -- | -- | -- | -- | -- | -- | -- | --- | --- | --- | --- | --- | --- | --- | --- | --- | ---- |
| Andrea Doria | 0  | 2  | 2  | 2  | 4  | 4  | 4  | 4  | 4  | 4   | 6   | 8   | 8   | 8   | 8   | 9   | 9   | 9   | 15   |
| Casale       | 0  | 0  | 0  | 0  | 0  | 0  | 0  | 2  | 3  | 5   | 7   | 8   | 9   | 11  | 11  | 11  | 13  | 15  | 15   |
| Genoa        | 0  | 2  | 4  | 6  | 7  | 9  | 11 | 13 | 13 | 13  | 15  | 17  | 18  | 19  | 19  | 20  | 20  | 20  | 24   |
| Inter        | 2  | 3  | 3  | 5  | 5  | 7  | 9  | 11 | 13 | 13  | 13  | 13  | 15  | 15  | 15  | 17  | 19  | 21  | 21   |
| Juventus     | 0  | 0  | 2  | 2  | 2  | 3  | 5  | 5  | 6  | 7   | 7   | 7   | 7   | 7   | 7   | 7   | 7   | 7   | 9    |
| Milan        | 1  | 2  | 4  | 6  | 8  | 10 | 12 | 12 | 14 | 16  | 17  | 19  | 21  | 23  | 25  | 27  | 27  | 29  | 31   |
| Piemonte     | 1  | 3  | 3  | 3  | 4  | 4  | 4  | 4  | 4  | 4   | 4   | 4   | 4   | 4   | 4   | 4   | 4   | 4   | 4    |
| Pro Vercelli | 0  | 1  | 3  | 5  | 7  | 7  | 9  | 11 | 13 | 15  | 16  | 18  | 20  | 22  | 24  | 24  | 26  | 28  | 32   |
| Torino       | 2  | 3  | 5  | 7  | 8  | 10 | 10 | 10 | 12 | 13  | 15  | 16  | 18  | 19  | 19  | 19  | 19  | 21  | 21   |
| US Milanese  | 0  | 0  | 0  | 0  | 1  | 2  | 2  | 2  | 2  | 4   | 4   | 4   | 4   | 4   | 6   | 6   | 6   | 6   | 8    |

- NOTA: A causa dei rinvii, la classifica in divenire potrebbe rispecchiare solo in parte il reale andamento delle squadre nel campionato.

##### Classifiche di rendimento
| Andata       | Andata | Ritorno      | Ritorno |
|              |        |              |         |
| Pro Vercelli | 15     | Milan        | 17      |
| Milan        | 14     | Pro Vercelli | 17      |
| Genoa        | 13     | Casale       | 12      |
| Inter        | 13     | Genoa        | 11      |
| Torino       | 12     | Andrea Doria | 9       |
| Andrea Doria | 6      | Torino       | 9       |
| Juventus     | 6      | Inter        | 8       |
| Piemonte     | 4      | US Milanese  | 6       |
| Casale       | 3      | Juventus     | 3       |
| US Milanese  | 2      | Piemonte     | 0       |

| In casa      | In casa | In trasferta | In trasferta |
|              |         |              |              |
| Pro Vercelli | 17      | Milan        | 15           |
| Milan        | 16      | Pro Vercelli | 15           |
| Genoa        | 13      | Genoa        | 11           |
| Torino       | 13      | Inter        | 10           |
| Inter        | 11      | Torino       | 8            |
| Andrea Doria | 10      | Casale       | 6            |
| Casale       | 9       | Andrea Doria | 5            |
| Juventus     | 7       | Juventus     | 2            |
| US Milanese  | 6       | US Milanese  | 2            |
| Piemonte     | 3       | Piemonte     | 1            |

##### Primati stagionali
Squadre
- Maggior numero di vittorie: Pro Vercelli (15)
- Minor numero di sconfitte: Pro Vercelli e Milan (1)
- Miglior attacco: Milan (60 reti fatte)
- Miglior difesa: Milan (10 reti subite)
- Miglior quoziente reti: Milan (6)
- Maggior numero di pareggi: Torino (5)
- Minor numero di vittorie: Piemonte (1)
- Maggior numero di sconfitte: Piemonte (15)
- Peggiore attacco: Piemonte (15 reti fatte)
- Peggior difesa: Piemonte (59 reti subite)
- Peggior quoziente reti: Piemonte (0,25)

## Campionato emiliano-veneto

### Squadre partecipanti
| Club    | Stagione | Città   | Stadio                       | Stagione precedente                     |
| ------- | -------- | ------- | ---------------------------- | --------------------------------------- |
| Bologna | dettagli | Bologna | Campo Sportivo Cesoia        | 3º posto nel campionato veneto-emiliano |
| Hellas  | dettagli | Verona  | Stadio Marcantonio Bentegodi | 2º posto nel campionato veneto-emiliano |
| Venezia | dettagli | Venezia | Vecchio campo di Sant'Elena  | 4º posto nel campionato veneto-emiliano |
| Vicenza | dettagli | Vicenza |                              | 1º posto nel campionato veneto-emiliano |

### Classifica finale
|  | Pos. | Squadra | Pt | G | V | N | P | GF | GS | DR |
|  | ---- | ------- | -- | - | - | - | - | -- | -- | -- |
|  | 1.   | Venezia | 7  | 6 | 3 | 1 | 2 | 8  | 12 | -4 |
|  | 2.   | Vicenza | 6  | 6 | 3 | 0 | 3 | 10 | 7  | +3 |
|  | 2.   | Hellas  | 6  | 6 | 2 | 2 | 2 | 9  | 9  | 0  |
|  | 4.   | Bologna | 5  | 6 | 2 | 1 | 3 | 10 | 9  | +1 |

Legenda:
      Campione del Veneto 1911-1912 e qualificato alla finale.
Note:
Due punti a vittoria, uno a pareggio, zero a sconfitta.

### Risultati
Venezia campione del Veneto 1911-1912

#### Tabellone
|         | Bol  | Hel  | Ven  | Vic  |
| ------- | ---- | ---- | ---- | ---- |
| Bologna | –––– | 2-2  | 3-0  | 3-2  |
| Hellas  | 2-1  | –––– | 1-1  | 2-1  |
| Venezia | 2-1  | 3-2  | –––– | 1-0  |
| Vicenza | 1-0  | 1-0  | 5-1  | –––– |

#### Calendario
| Andata (1ª) | Andata (1ª) | Prima giornata | Ritorno (4ª) | Ritorno (4ª) |
|             |             |                |              |              |
| 3 dic.      | 2-1         | Hellas-Vicenza | 0-1          | 15 gen.      |

| Andata (2ª) | Andata (2ª) | Seconda giornata | Ritorno (5ª) | Ritorno (5ª) |
|             |             |                  |              |              |
| 10 dic.     | 2-2         | Bologna-Hellas   | 1-2          | 21 gen.      |
| 10 dic.     | 5-1         | Vicenza-Venezia  | 0-1          | 21 gen.      |

| Andata (3ª) | Andata (3ª) | Terza giornata  | Ritorno (6ª) | Ritorno (6ª) |
|             |             |                 |              |              |
| 17 dic.     | 3-2         | Venezia-Hellas  | 1-1          | 29 gen.      |
| 17 dic.     | 3-2         | Bologna-Vicenza | 0-1          | 29 gen.      |

| Andata (4ª) | Andata (4ª) | Quarta giornata | Ritorno (6ª) | Ritorno (6ª) |
|             |             |                 |              |              |
| 14 gen.     | 3-0         | Bologna-Venezia | 1-2          | 4 feb.       |

## Finale
| Venezia 28 aprile 1912 | Venezia | 0 – 6 | Pro Vercelli | Vecchio campo di Sant'Elena |

| Vercelli 5 maggio 1912 | Pro Vercelli | 7 – 0 | Venezia | Campo piazzale Conte di Torino |